# Lipasa ácida lisosomal
La lipasa ácida lisosomal es una enzima intracelular que interviene en el metabolismo del colesterol. Está codificada por el gen LIPA situado en el brazo largo del cromosoma 10, cataliza la hidrólisis de los ésteres de colesterol. Se expresa en macrófagos, hepatocitos y células de Kupffer. Su deficiencia ocasiona la enfermedad de Wolman.

## Función
Los ésteres de colesterol entran en los lisosomas del hepatocito mediante proteínas transportadoras, una vez dentro son hidrolizados por la lipasa ácida lisosomal que los transforma en ácidos grasos y colesterol libre.

## Deficiencia
La deficiencia de esta enzima (enfermedad de Wolman) provoca acumulación de ésteres de colesterol en los lisosomas de las células de diferentes órganos, entre ellos hígado, bazo, glándulas suprarrenales e intestino. El tratamiento de la afección se realiza mediante sustitución enzimática administrando enzima recombinante de lipasa ácida lisosomal humana.